# Kinect Adventures
Kinect Adventures är ett spel till Xbox 360 för Kinect. Spelet följer med Kinects grundpaket. Utvecklare och utgivare till spelet är Good Science Studio respektive Microsoft Game Studios.

## Spellägen
- 20,000 Leaks
- River Rush
- Rally Ball
- Reflex Ridge
- Space Pop